# ضاري المطيري
ضاري المطيري من الكويت، لاعب رياضي بارالمبي، شارك في مسابقات البارالمبية ضمن رياضة دفع الجلة من فئة F32.
يتنافس ضاري المطيري في رياضة دفع الجلة من فئة F32 في دورة الألعاب البارالمبية الصيفية 2004 حيث فاز بالميدالية البرونزية.